# Кругова оборона
Кругова оборона — це вид оборонного бою, при якому підрозділ, частина або з'єднання організовує систему вогню, інженерні загородження і бойові порядки таким чином, щоб забезпечити ефективний захист від противника з усіх напрямків або в разі загрози оточення противником.
Тактика кругової оборони застосовується у випадках загрози оточення, при обороні важливих об'єктів або при необхідності утримання позицій в ізольованих умовах. Основними елементами кругової оборони є рівномірний розподіл сил, секторний контроль вогню, наявність резерву для маневру та розвинена система комунікацій і постачання. Вогнева система організовується так, щоб забезпечити перехресний, ешелонований та неперервний вогонь по противнику, а кожен підрозділ відповідає за свій сектор. Укріплення позицій здійснюється за допомогою окопів, траншей, бліндажів, мінних загороджень та інших інженерних споруд, що ускладнює просування ворога.
В арміях країн НАТО в позиційних бойових діях для ведення кругової оборони готуються взводні/ротні опорні пункти і батальйонні райони оборони, водночас враховується необхідність створювати достатню щільність вогню на всіх напрямках, де можливий прорив сил противника. Перебуваючи в бойовому зіткненні, військові частини можуть діяти з відкритими флангами, забезпечуючи взаємну вогневу підтримку.